# Lepithrix nigrosetosus
Lepithrix nigrosetosus är en skalbaggsart som beskrevs av Dombrow 2007. Lepithrix nigrosetosus ingår i släktet Lepithrix och familjen Melolonthidae. Inga underarter finns listade i Catalogue of Life.